# سیارک ۴۷۶۷
سیارک ۴۷۶۷ (به انگلیسی: 4767 Sutoku، نامگذاری:1987GC) چهار هزار و هفتصد و شصت و هفتمین سیارک کشف شده‌است که در ۴ آوریل ۱۹۸۷ کشف شد.
قدر مطلق سیارک برابر ۱۲٫۸۰ است.